# Biblioteca Queriniana
La biblioteca Queriniana è la più importante e prestigiosa biblioteca della città di Brescia. Prende il nome dal vescovo Angelo Maria Querini che, tra il 1746 ed il 1749, la fece erigere nel complesso del Palazzo Vescovile di Brescia, affidandone il progetto all'architetto Giovanni Battista Marchetti e donando circa 1500 volumi direttamente dalla propria collezione privata.

## Storia
La prima dichiarazione di voler creare una biblioteca pubblica a Brescia fu espressa dal Querini in una lettera indirizzata a papa Benedetto XIV datata 17 giugno 1745. Nel 1750 la biblioteca venne donata all'amministrazione cittadina e venne aperta al pubblico, diventando così una delle prime biblioteche pubbliche della Lombardia. Nel 1797 venne dichiarata Biblioteca nazionale della Repubblica Cisalpina, in pochi anni, grazie alle soppressioni napoleoniche degli ordini religiosi, la biblioteca si arricchì di vari fondi provenienti da conventi e monasteri.
La notizia dell’apertura della Biblioteca Queriniana arrivò in tutt’Europa diventando così, in poco tempo, meta di letterati e cultori dell’arte durante i Grand Tour. Nella Biblioteca infatti erano presenti non solo i 15000 volumi lasciati da Querini, ma anche avori antichi, dittici , stampe, quadri, medaglie e globi.
Le stanze al piano terra erano sede delle più alte accademie della città: l’Accademia di belle arti, di fisica sperimentale, di storia naturale e di Agricoltura.
Nel XX secolo sono confluiti in questa biblioteca numerosi lasciti e librerie private, tra queste quelle dei Martinengo da Barco, Lechi, Zanardelli, Di Rosa, Alessandro Sina e Paolo Guerrini.
Il 13 luglio 1944 a seguito di un bombardamento, la struttura viene danneggiata e con essa anche parte del patrimonio documentario. Quattro sale furono completamente sgretolate e circa un terzo dei 40000 volumi andarono distrutti. I bibliotecari e l'allora direttore Ugo Baroncelli, si mobilitarono fin da subito scavando tra le macerie per recuperare il recuperabile.
Attualmente la Queriniana fa parte della Rete bibliotecaria bresciana e cremonese (RBBC) ed è biblioteca centro-sistema del Sistema bibliotecario urbano di Brescia, costituito anche da due biblioteche specialistiche, otto biblioteche di quartiere, una biblioteca per adolescenti, una emeroteca, una mediateca e tre sale di lettura.
Alla biblioteca Queriniana spetta per legge il deposito del terzo esemplare di ogni pubblicazione stampata od edita nella provincia di Brescia.
La biblioteca possiede una sezione storica dedicata al Risorgimento, una sezione artistica e una di studi locali.
Il suo patrimonio consta, al 2024, di oltre 500.000 opere, accessibili via OPAC.
Il 17 dicembre 2023 alla biblioteca Queriniana di Brescia è stato apposto lo Scudo Blu, simbolo internazionale di protezione dei beni culturali dai conflitti armati, come previsto dalla Convenzione dell'Aja del 1954.

## Descrizione
La biblioteca è costituita da due corpi di fabbrica adiacenti.
La parte moderna, da dove oggi si entra, venne costruita a fine ottocento e ristrutturata alla fine degli anni '90 del Novecento. Qui vi hanno sede la sala di distribuzione dei materiali, la sala cataloghi, i depositi e gli uffici. Le raccolte sono custodite nei depositi chiusi al pubblico, dove si trovano circa 11 km di scaffalature.

Disegno della facciata esterna della Biblioteca Queriniana. Tabella C Ms.H.VI.18

La parte antica, ovvero la monumentale ala settecentesca, fu realizzata dall'architetto Giovanni Battista Marchetti con l'aiuto del figlio Antonio ed è costituita da quattro salette e un salone di lettura, lo scalone d'accesso e l'atrio storico.
Al salone e alle salette si accede salendo uno scalone marmoreo, che conduce all'atrio affrescato nel XVIII secolo da Pietro Scotti e Enrico Albrizzi.
La Biblioteca Queriniana oggi si presenta come un edificio dall’aspetto nobile, ma modesto e austero. La parete della facciata esterna, quella che dà sulla strada e corrispondente al salone storico (secondo piano, parte centrale), è arricchita da finestroni, dei quali i laterali ciechi, racchiusi da coppie di lesene con capitelli di ispirazione ionica e aperture a lunetta nell’attico.
Sulle cornici delle finestre sono incise le iniziali A.M.C.Q, ovvero Angelo Maria Cardinale Querini.
La facciata interna, che dà sul giardino vescovile, è nettamente più sontuosa e “compiuta”. L’edificio è diviso in due ordini ed è sormontato da una terrazza rettangolare ornata da statue realizzate da Antonio Ferretti, Giovanni Battista Robustelli e Alessandro Calegari. Le opere raffigurano Apollo Citaredo e le allegorie delle scienze e delle arti (Arte del Disegno o Geometria; Astronomia; Teologia; Filosofia; Medicina; Giurisprudenza; Geografia).

### Decorazione

#### Atrio storico

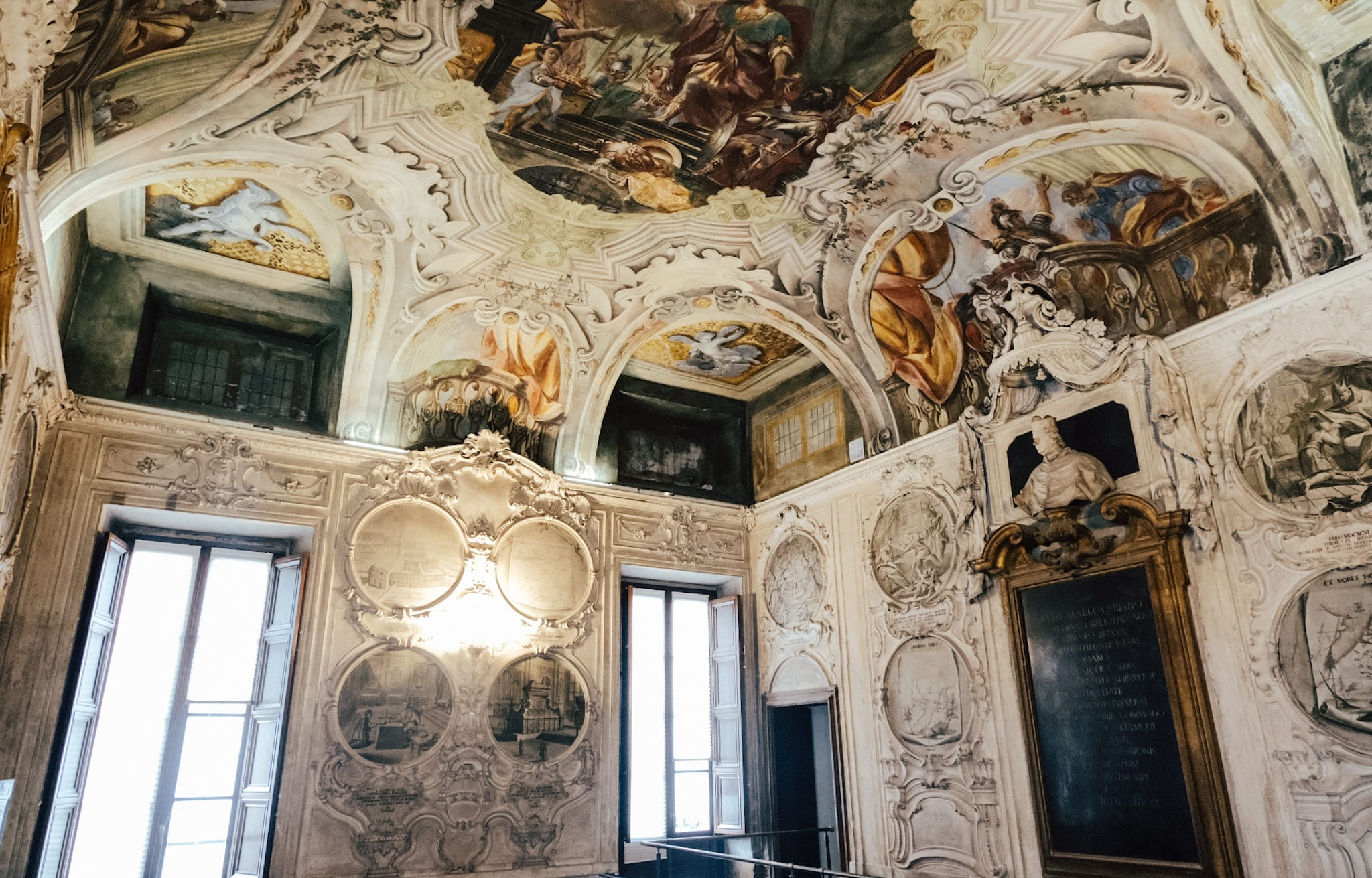
Atrio storico della Biblioteca Queriniana

Le sfarzose decorazioni dell'atrio storico hanno come scopo quello di esaltare e raccontare la figura del cardinale Querini. 
L’apparato pittorico è dovuto all’Albrizzi. Di notevole interesse è la figura di donna rappresentata come una statua tramite la tecnica del trompe l’oeil. Molto probabilmente si tratta della personificazione della sapienza del Querini, infatti con una mano sorregge il “De brixiana Literatura” (opera del Querini); con l’altra un cartiglio con un motto che riconosce Apollo come padre dei bresciani. Dietro alla figura sono raffigurati vari volumi scritti dallo stesso Cardinale.
Le pareti dell'atrio sono decorate con ventuno tondi monocromi (originariamente ventidue, uno rimosso per l'apertura della porta). Qui vi sono raffigurati i momenti salienti della vita del Cardinale e delle mappe raffiguranti i viaggi per lui più significativi.
Al centro della parete si può ammirare il busto in marmo del cardinale Querini realizzato dallo scultore Antonio Calegari. Quest'ultimo, in collaborazione con Antonio Ferretti, è l'autore anche delle statue delle muse poste all'esterno sulla sommità dell'edificio.
Il soffitto è decorato con medaglione centrale, dipinto da Pietro Gatti, in cui Re Salomone abbandona i beni terreni per seguire La Sapienza, rappresentata come una donna tra le nubi con in mano un libro aperto. Ai lati vi sono poi altri due affreschi, uno rappresentante minerva  (dea romana della sapienza), l’altro la Sapienza Cristiana.

#### Salone di lettura

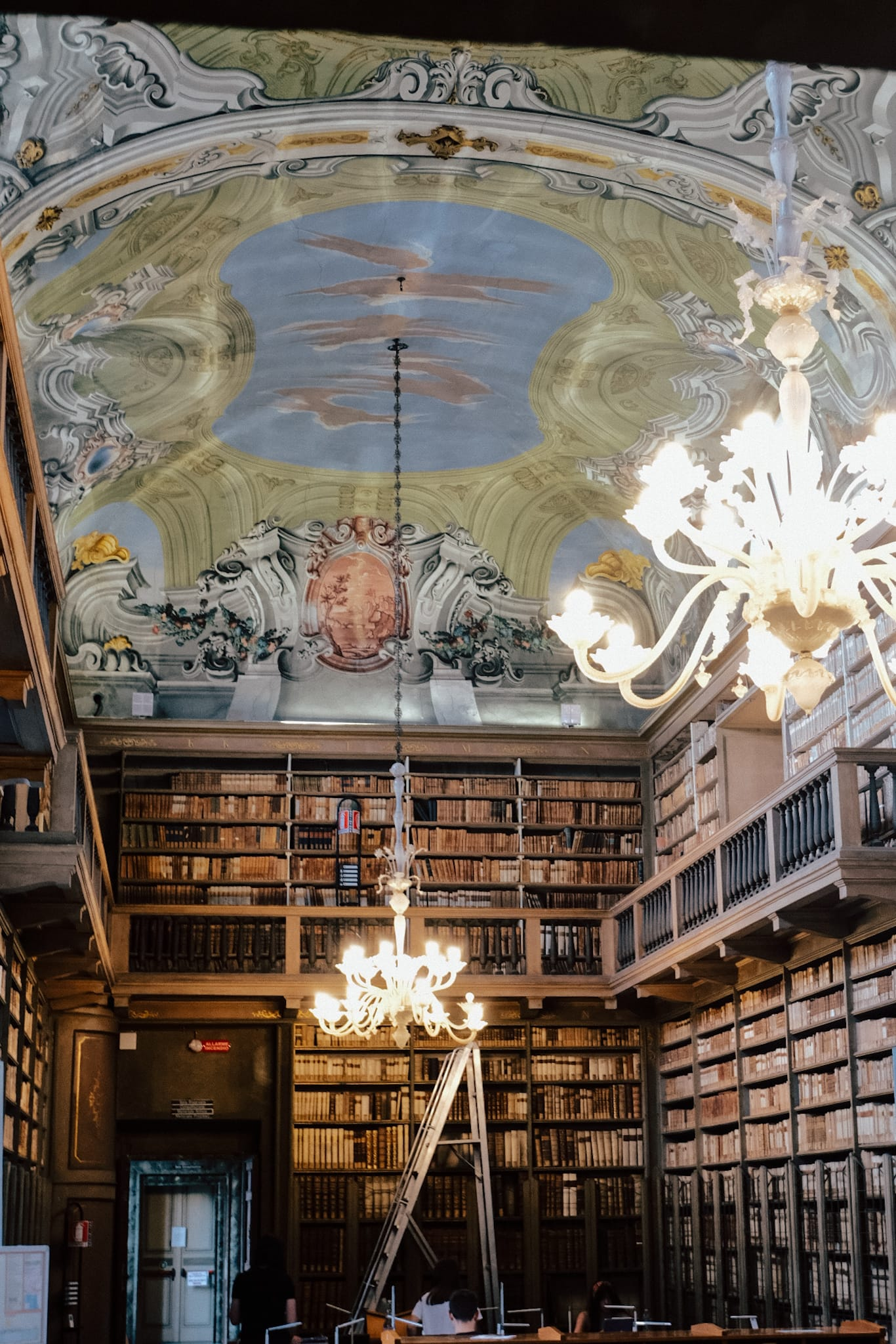
Salone storico della Biblioteca Queriniana

L’affresco del salone è composto da tre oculi aperti su un cielo azzurro con nuvole bianche, quello centrale circolare mentre i due laterali rettangolari.
Vi è la presenza di mensoloni, volute e cornicioni finemente arricchiti da festoni di fiori e foglie. L’elemento naturalistico è inoltre riscontrabile anche nei due medaglioni, incorniciati da finti stucchi, raffiguranti due paesaggi monocromatici. Le prime due sale e il salone hanno soffitti a volta affrescati, le ultime due sale hanno invece soffitto piano con travi dipinte e un fregio nella parte alta delle pareti.
Di notevole pregio sono i due lampadari di vetro di murano.

## Patrimonio documentario
Il fondo antico è costituito da circa 9700 manoscritti e da circa 135.000 documenti a stampa; da segnalare la ricca collezione di manoscritti miniati, di pergamene, di manoscritti musicali, di incunaboli e di cinquecentine.
Tra i volumi presenti in Queriniana, il più prestigioso e rinomato è l'Evangeliario Purpureo, facente parte della categoria dei Codici purpurei. Si tratta di un codice membranaceo della prima metà del VI secolo il cui testo in latino riporta i Quattro Vangeli. La caratteristica peculiare è quella di avere la pergamena tinta di porpora e la scrittura in caratteri onciali in mica argentea e aurea. Il codice originariamente apparteneva al tesoro del monastero benedettino femminile di San Salvatore, poi diventato di Santa Giulia. Con la soppressione napoleonica del 1798 entrò a far parte del patrimonio della biblioteca Queriniana.

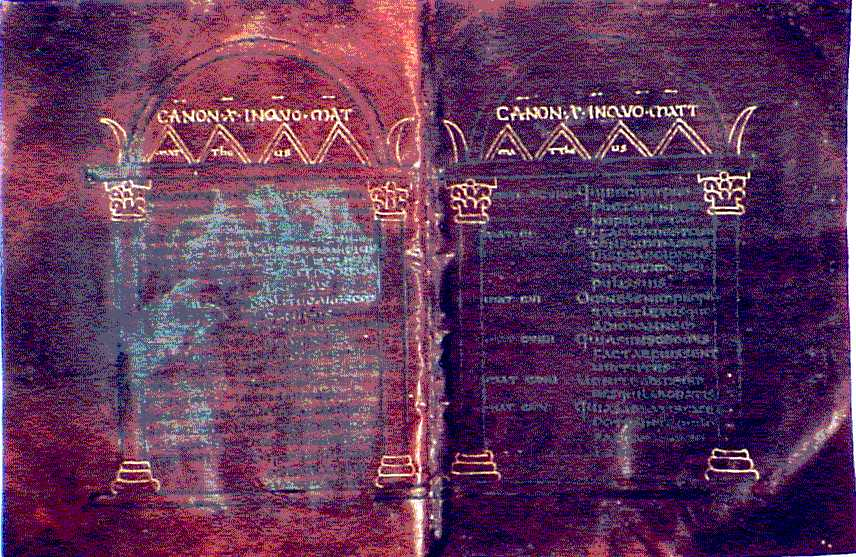
Canones Evangeliorum. Ms.Purpureo. Biblioteca Queriniana

### Fondi
- Fondo Clemente di Rosa
- Fondo Giuseppe e Fausto Ducos
- Fondo Luigi Fè d’Ostiani
- Fondo Paolo Guerrini
- Fondo Federico Odorici
- Fondo Angelo Maria Querini
- Fondo Alessandro Sina
- Legato Dandolo
- Legato Luigi Lechi
- Legato Giambattista Pagani
- Libreria Martinengo Da Barco

## Emeroteca Queriniana
Dal 1995 i periodici, prima conservati in biblioteca, sono stati spostati in Emeroteca Queriniana, situata nel complesso del Broletto, di fronte alla biblioteca. Qui vi si trovano e sono consultabili quotidiani e riviste antiche e di attualità, italiane e straniere. Il patrimonio comprende circa 6.900 testate di periodici correnti.